# Fußballclub Carl Zeiss Jena (femminile)
Il Fußballclub Carl Zeiss Jena e.V. (meglio noto come Carl Zeiss Jena o anche solo come Carl Zeiss) è una squadra di calcio femminile tedesca, sezione dell'omonimo club con sede nella città di Jena, in Turingia. Istituita nel 2017, nel 2020 ha acquisito per fusione il titolo sportivo e il parco tesserate del Frauenfußball Universitätssportverein Jena. Milita in 2. Frauen-Bundesliga, seconda divisione del campionato tedesco. La società gestisce anche una squadra riserve, la Carl Zeiss Jena II, che per la stagione disputa la Regionalliga Nordost.

## Storia

### Collaborazioni con USV Jena
Dall'estate del 2014, il FF USV Jena ha collaborato con il settore giovanile del Carl Zeiss Jena e con il centro di formazione giovanile del Johann Christoph Friedrich GutsMuths Sportgymnasium Jena. Inoltre, l'allenatore Daniel Kraus è stato nominato nel consiglio di amministrazione del Carl Zeiss Jena dove si è pensato di incorporare la società di calcio femminile nel Carl Zeiss Jena.
Dopo dieci anni nella massima divisione tedesca, lo Jena ha terminato il campionato 2017-2018 al 12º e ultimo posto in classifica, retrocedendo di conseguenza in 2. Frauen-Bundesliga. Dopo la retrocessione, il contratto con il tecnico Katja Greulich non venne rinnovato e al suo posto Steffen Beck venne promosso capo allenatore della prima squadra, che nella stagione 2018-2019 disputa la 2. Bundesliga a divisione unica.
Alla fine del 2018 il FF USV Jena si trovò in difficoltà finanziarie, mancando, secondo la stampa, un terzo del budget stagionale di 300 000 euro. Per iniziativa della tifoseria venne avviata una campagna di raccolta fondi allo scopo di far fronte ai bisogni economici della società e terminare così la stagione in corso tuttavia, se la squadra avesse mancato la promozione, l'insolvenza sarebbe stata inevitabile. In questo caso, si sarebbe pensato di cedere i diritti di gioco ad un altro club. Al termine della stagione 2018-2019 comunque, l'obbiettivo del ritorno in Bundesliga è stato raggiunto nonostante un quarto posto in classifica, in quanto le due squadre prime classificate, le squadre riserva dei club della Bundesliga Bayern Monaco II e Wolfsburg II, non avevano diritto alla promozione.

### Istituzione della squadra femminile
Dopo che, al termine della stagione 2016-2017, l'USV Jena ha sciolto la sua terza squadra femminile, il Carl Zeiss Jena ha cercato di unirsi al club. La squadra ora era iscritta come Carl Zeiss Jena I e disputava la Thüringenliga, quarto livello del campionato tedesco di categoria. Dopo aver chiuso la prima stagione al 7º posto, la squadra sfiorò la promozione al termine del campionato 2018-2019, riuscendo a ottenere il 1º posto la stagione successiva e, di conseguenza, la promozione in Regionalliga Nordost.

### Acquisizione del titolo sportivo dal FF USV Jena
Il 26 maggio 2020, l'FF USV Jena annunciò che avrebbe ceduto i diritti di gioco di tutte le squadre all'FC Carl Zeiss Jena il 1º luglio di quello stesso anno. A causa delle conseguenze della pandemia di COVID-19, la 2. Bundesliga fu divisa in due gironi. Il Carl Zeiss Jena, che era stato inserito nella divisione settentrionale, ha disputato un campionato di vertice contendendo il primo posto al Gütersloh e sopravanzandolo dalla 12ª giornata di campionato, ottenendo così al termine della stagione la sua prima promozione in Frauen Bundesliga.

## Organico

### Rosa 2021-2022
Rosa, ruoli e numeri di maglia come da sito ufficiale e sito DFB, aggiornati al 19 ottobre 2021.
| N. |                        | Ruolo | Calciatrice          |
| -- | ---------------------- | ----- | -------------------- |
| 1  | Germania (bandiera)    | P     | Johanna Wende        |
| 3  | Paesi Bassi (bandiera) | D     | Chantal Schouwstra   |
| 4  | Germania (bandiera)    | C     | Denise Landmann      |
| 5  | Germania (bandiera)    | D     | Anne Güther          |
| 6  | Germania (bandiera)    | C     | Sophie Walter        |
| 7  | Germania (bandiera)    | A     | Samira Sahraoui      |
| 8  | Germania (bandiera)    | A     | Josefine Schlichting |
| 9  | Kosovo (bandiera)      | C     | Donika Grajqevci     |
| 10 | Germania (bandiera)    | A     | Verena Volkmer       |
| 11 | Germania (bandiera)    | A     | Hannah Mesch         |
| 13 | Germania (bandiera)    | C     | Julia Arnold         |
| 14 | Germania (bandiera)    | D     | Anja Heuschkel       |
| 15 | Germania (bandiera)    | D     | Svenja Paulsen       |
| 16 | Germania (bandiera)    | D     | Lisa Gora            |
| 17 | Germania (bandiera)    | A     | Nicole Woldmann      |

| N. |                     | Ruolo | Calciatrice          |
| -- | ------------------- | ----- | -------------------- |
| 18 | Germania (bandiera) | C     | Annika Graser        |
| 19 | Germania (bandiera) | A     | Rita Schumacher      |
| 20 | Germania (bandiera) | C     | Luca Emily Birkholz  |
| 21 | Germania (bandiera) | C     | Anna Weiß            |
| 22 | Germania (bandiera) | C     | Any Adam             |
| 23 | Germania (bandiera) | C     | Gentiana Fetaj       |
| 24 | Germania (bandiera) | P     | Laura Kiontke        |
| 25 | Germania (bandiera) | D     | Karla Görlitz        |
| 26 | Germania (bandiera) | D     | Tina Kremlichka      |
| 27 | Germania (bandiera) | P     | Mailin Wichmann      |
| 28 | Slovenia (bandiera) | A     | Adrijana Mori        |
| 29 | Germania (bandiera) | D     | Annalena Breitenbach |
| 31 | Germania (bandiera) | P     | Inga Schuldt         |
|    | Germania (bandiera) | D     | Hannah Lehmann       |